# インビジブル (テレビドラマ)
『インビジブル』は、2022年4月15日から6月17日までTBS系「金曜ドラマ」枠で放送されたテレビドラマ。主演は高橋一生。脚本家のいずみ吉紘によるオリジナル作品。
警察すら存在を知らない凶悪犯「クリミナルズ」を捕まえるべく、犯罪コーディネーターと刑事という決して相容れない二人がバディを組むさまを描く犯罪エンターテイメント。作品名になっている「インビジブル」とは、作中で警察内でも実像を「誰も見たことがない」とされていた登場人物の犯罪コーディネーター・キリコに対する通称である。
2023年4月1日より、Netflixにて全話配信開始。
第1話の「渋谷スクランブル交差点」の爆発シーンでは、「足利スクランブルシティスタジオ」でのグリーンバック撮影が行われ、クロマキー合成によってCG制作によって実現されている。

## あらすじ
プロローグ
警視庁の未解決事件の継続捜査を行う「特命捜査対策班」の刑事 志村貴文は、違法スレスレの捜査を行い、左遷されて今の部署になった経緯があった。
ある日、渋谷スクランブル交差点で爆破事件が発生し、その直後の電波ジャックで志村が名指しで指名される。指示された場所に現れたのは、通称『インビジブル』と呼ばれる天才的な「犯罪コーディネーター」の美女 キリコだった。
キリコは、爆破事件に関する有益な情報を志村に提供していき、それにより爆破犯「花火師」が逮捕される。警察に逮捕されたキリコは、「志村とバディになる」ことを条件に、未解決事件の捜査協力を申し出る。(第1話まで)
序盤
その後、キリコは「民宿」と呼ばれる警視庁の要人隠匿施設に軟禁されることになり、志村は彼女のアドバイスに従って捜査を進めることになる。
不良少年たちをテロリストに育てあげる「調教師」、殺人を芸術に見立てる「演出家」、高級絵画の盗難グループ「窃盗団モンキーズ」…らの事件を解決していく。(第4話まで)
中盤
やがて、キリコの弟キリヒトを、キリコは止めようとしていることが判明する。キリコとキリヒトは、『インビジブル』として活動していた父親に犯罪コーディネーターとしての英才教育を受けていたが、キリヒトは父を殺して『インビジブル』の名を奪ったのだという。
キリコに組織に戻ってほしいキリヒトは、キリコと警視庁に対して要求を突き付けてくる。

## キャスト

### 主要人物
志村貴文（しむら たかふみ）
演 - 高橋一生
本作の主人公。警視庁管轄の未解決事件の継続捜査を行う「特命捜査対策班」の刑事。階級は警部補。
元警視庁捜査一課で、当時の行き過ぎた捜査手法を理由とする左遷人事により現職となる。
捜査の為には手段を選ばず、違法すれすれの粗暴な振る舞いが目立つが、頭の回転が速く、後輩への面倒見もいいので慕われる事も多い。
キリコ / インビジブル
演 - 柴咲コウ（幼少期：黒木咲奈、少女期：瀧七海）
犯罪コーディネーター。志村をバディとすることを条件に、未解決事件の捜査協力を申し出る。幼い頃より弟のキリヒトと共に父から犯罪コーディネーターとしての英才教育を受けて育った。聶小倩（シッ・シウシン）という名前も使う。
序盤は志村を翻弄するようなところもあったが、キリヒトの暴走を止めるため彼に接近した真意を明かすうちに、誠実に接するようになる。本性は弟と違い、生命を大切に思う性格であるため、英才教育が不本意だった。

### 警視庁刑事部・特命捜査対策班
塚地敬一（つかじ けいいち）
演 - 酒向芳
特命捜査対策班 班長。警視庁管内で起きた未解決事件に関する記録を熟知している。
穏やかで明るい性格。いつも志村の事を温かく見守る心優しい上司。
芝本菜穂（しばもと なお）
演 - 田中真琴
刑事。階級は巡査。

### 警視庁刑事部・捜査一課
犬飼彰吾（いぬかい しょうご）
演 - 原田泰造
捜査一課 課長。志村を特命捜査対策班へ左遷した元直属の上司。1968年3月24日生まれ。
左遷したものの志村の能力を高く買っており、時折気に掛けている。内通者を調べる過程で、猿渡に交通事故に見せかけて殺害され殉職。
磯ヶ谷潔（いそがや きよし）
演 - 有岡大貴（Hey! Say! JUMP）
刑事。若手のエース候補。階級は警部補。エリート意識からプライドが高いが、繊細で落ち込みやすい。
五十嵐夏樹（いがらし なつき）
演 - 堀田茜
刑事。階級は巡査部長。負けん気が強く男勝りな性格で、たびたび磯ヶ谷と対立する。
岸幸介（きし こうすけ）
演 - 西村元貴
刑事。階級は巡査。犬飼の補佐。
朝倉環（あさくら たまき）
演 - 結城モエ
刑事。階級は巡査。

### その他の警視庁関係者
猿渡紳一郎（さるわたり しんいちろう）〈41〉
演 - 桐谷健太
警務部・監察官室のキャリア監察官。階級は警視正。父は警察庁次長・猿渡雄三。
志村の行き過ぎた捜査を問題視しているが、それは自分がインビジブルの内通者であるため、捜査を妨害する目的で至近距離で監視を続けていた。
11歳時に祖父宅の家政婦を殺害する事件を起こしているが、14歳未満の触法少年のため、記録が封印されている。
基本的にポーカーフェイスであるが、快楽殺人者であるリーパーとしての本性が明らかになってからは時折狂気じみた笑顔を見せるようになる。
最終的に志村の目前で人質に取ったキリコを殺害しようとしたため、彼に両前腕と左脚を狙撃され、安野の形見の手錠で逮捕された。
安野慎吾（あんの しんご）
演 - 平埜生成（回想）
志村の捜査一課時代の同僚。安野東子の兄。故人。3年前、通り魔殺害事件の捜査中に何者かに襲われて殉職したが、後に猿渡による犯行と判明する。
警察や人の正義を信じる真面目な性格から、志村に気に入られていた。
近松延武（ちかまつ たけし）
演 - 谷恭輔
鑑識課・鑑識員。階級は警部補。既婚者で冷静な性格。
島袋俊彦（しまぶくろ としひこ）
演 - 後藤剛範
民宿（インビジブルの移送先）の警備担当。
加賀見俊之（かがみ としゆき）
演 - 山崎銀之丞
刑事部長。

### トーキョーブロードバンドニュース
WEBニュースサイト。
安野東子（あんの とうこ）
演 - 大野いと
記者。安野慎吾の妹。志村を「タカちゃん」と呼ぶ。
兄の殉職の真相を探るうち、キリヒトに拉致・監禁されてしまう。でも、最後は志村と共に無事保護された。
野間昇太郎（のま しょうたろう）
演 - 村井良大
カメラマン。東子の良き相棒。

### その他
マー君（マーくん）
演 - 板垣李光人
キリコの片腕的存在。キリコを慕っており、彼女の指示で事前準備や必要なものを調達する等、尽力する。
ラビアンローズ
演 - DAIGO
オネエ言葉で話すハッカーの男性。花火師の元恋人。
キリヒト / インビジブル
演 - 永山絢斗（第5話 - ）（幼少期：栗原斗蒼、少年期：藤井優）
キリコの弟。幼い頃より姉のキリコと共に父から犯罪コーディネーターとしての英才教育を受けた。本物のインビジブルは自分だと認める。
公益社団法人 被害者支援協会の犯罪被害者カウンセラー・神田幸一を名乗り、安野東子に接近し拉致する。
キリコに対しシスターコンプレックスを抱える一方、父がキリコばかり認めていたため、内面は孤独で強い承認欲求を抱いていた。
猿渡と手を組んでいたが、キリコをかばって彼に殺害される。

### ゲスト

#### 第1話
花火師（はなびし）
演 - RED RICE（湘南乃風）
ラジカセ型の爆弾で爆発事故を起こし、爆発する瞬間を写真に収めることに快楽を得る爆弾魔。
小野塚邦男
演 - 松尾貴史
NPO法人「世界恵みの会」代表。募金活動で集めた金を横領していた。
我孫子和重
演 - 森岡龍
「世界恵みの会」の暗部を記事にして解雇された元週刊誌記者。
我孫子優美
演 - 富田玲奈
我孫子和重の妻。
我孫子遙香
演 - 金子莉彩
我孫子和重の娘。
上島
演 - 新井佑典
見張り役
演 - 岩瀬亮
我孫子和重の兄・克之と名乗り、自宅軟禁中の和重の妻子を見張る。
石子
演 - 岩谷健司
新京堂出版の週刊誌編集長。

#### 第2話
福留智寿子
演 - 久本雅美
人権派の弁護士。本性は、未成年の少年少女に殺人行為を行わせる卑劣な調教師。
福留奈保子
演 - 入山法子
智寿子の娘。
井波海人
演 - 濱田龍臣
神田
演 - 梅垣義明
調布少年院の院長。
ショータ、ダイゴ、カズヤ
演 - 小西詠斗、 木村伊吹、道仙拓真
友キャンチャンネルのYチューバー。
- 島野知也[24]

#### 第3話
天野太一
演 - 要潤
演出家。アートディレクターの仕事の裏で、ナイフのデザインや殺害した遺体をアート作品にして展示する人物。
大和田徳重
演 - 森永徹
御坂大学病院長。
竹原幸司
演 - 浅野寛介
刺殺された被害者。六本木の飲食店経営者。
宮田信子
演 - 古山彩美（第2話）
刺殺された被害者。御坂大学病院の看護師。
キム
演 - カクヒン（郭斌）
ドラッグ「タンロン」のディーラー。
キムのボディーガード
演 - 宮島三郎

#### 第4話
大貫昌代（おおぬき まさよ）
演 - 松下由樹
警視庁捜査三課長。
武入綾人
演 - 鈴之助（第5話・第6話）
通り魔事件の容疑者として浮上する元暴力団員。
城島直人
演 - 平野貴大
絵画コレクター。名画「バッカスの行進」をクリミナルズ・モンキーズに盗まれる。
モンキーズ
演 - 元木聖也ほか
猿のマスクを被った窃盗団。俊敏な動きで窃盗を繰り返す。
志賀恵美
演 - 藤下栞（第3話）
通り魔事件の被害者。OL。
一ノ瀬利奈
演 - 江村あかり（第5話）
3年前の通り魔事件の被害者。痴漢冤罪を引き起こすトラブルを抱えていた。

#### 第5話
サクライ
演 - 入江甚儀
逃がし屋のリーダー格。
サキ、アベ
演 - 森田想、柳川るい
逃がし屋。
高梨順子
演 - 伊勢佳世
3年前に夫が痴漢冤罪で自殺した後、謎の電話勧誘に乗って、痴漢被害を申告した一ノ瀬利奈の殺害を依頼した。

#### 第6話
樫谷加代子
演 - 銀粉蝶
ドクター。息子と一緒に静養している老女。正体は息子を溺愛するあまり夫を殺害した毒親気質の医師。
樫谷健治
演 - 吉沢悠
加代子の息子で外科医。加代子の犯罪に加担する。
堂島誠一郎
演 - 前田ばっこー
丸双建設副社長。ドクターに殺害された。
楠仁志
演 - 竹森千人
経済産業省 政策局企業会計室長。ドクターに殺害された。
中根沢晃浩
演 - 岡部たかし
中根沢建設会社社長。
中根沢早知恵
演 - 高井純子
中根沢晃浩の妻。
中根沢久美
演 - 橘花梨
中根沢晃浩の娘。

#### 第7話
神岡城二
演 - 山田純大
シノビ。警視庁SPのチームリーダー。正体はクリミナルズの暗殺者。
早坂文江
演 - 横山めぐみ
IT企業アーククラウドのCEO。
若槻卓也
演 - 水橋研二
IT企業アーククラウドの創業メンバー。早坂のアクセスコードを奪い、クリミナルズに早坂を殺すよう依頼する。
木原秀一
演 - 西将輝
IT企業アーククラウドのCFO。
ガードマン
演 - アンドレアＣ
木原秀一の警護のためにキリコが送り込んだクリミナルズ。
偽のシノビ
演 - 下川真矢
料亭「山麓」のスタッフに紛れ込み、早坂文江を襲う。

#### 第8話
興行師（こうぎょうし）
演 - 今井隆文、熊倉功
拉致した人物に命を賭けたゲームで対決させ、その様子をショーとしてネット配信し、ゲームに敗れた人物を殺害する。
興行主（こうぎょうぬし）
演 - 木村知貴（最終話）
興行師に囚われショーで殺害された被害者と思われたが、正体は興行主で実は生存していた。
佐々岡
演 - 森廉
牧野真一郎に婚約者の美穂を殺害されたことから、インビジブルに復讐を依頼する。
牧野誠一郎
演 - 羽場裕一
警視庁副総監。
牧野真一郎
演 - 中山卓也
警視庁副総監・牧野誠一郎の息子。父に頼んで殺人を隠蔽してもらった。

#### 最終話
NITニュースレポーター
演 - 市原茉莉
JBSニュースレポーター
演 - 山口知紗

## スタッフ
- 脚本 - いずみ吉紘、槌谷健、香坂隆史
- 主題歌 - Dragon Ash「Tiny World」（Victor / MOB SQUAD）[42]
- 音楽 - 得田真裕
- 警察監修 - チーム五社
- サイバー監修 - サイバーディフェンス研究所
- 医療監修 - 中澤暁雄、根本千草
- 消防監修 - 幾田雅明、足利市消防本部[注 5]
- 法医学監修 - 法科学鑑定研究所
- プロデューサー - 佐藤敦司、浅野敦也
- 編成 - 東仲恵吾、佐藤美紀
- 演出 - 竹村謙太郎、棚澤孝義、泉正英
- 製作 - TBSスパークル、TBS

## 放送日程
| 話数                                                                        | 放送日  | サブタイトル                                                         | 脚本       | 演出       | 視聴率 |
| --------------------------------------------------------------------------- | ------- | -------------------------------------------------------------------- | ---------- | ---------- | ------ |
| 第1話                                                                       | 4月15日 | 無骨刑事×女犯罪者 異色バディ誕生! 史上最悪の凶悪犯に迫る! 渋谷大爆破 | いずみ吉絋 | 竹村謙太郎 | 9.4%   |
| 第2話                                                                       | 4月22日 | 調教師の連続殺人! 少年犯罪者を利用したトリックの謎を暴く             | いずみ吉絋 | 竹村謙太郎 | 7.0%   |
| 第3話                                                                       | 4月29日 | 刑事が殺人犯で逮捕 ナイフに隠された真実 冤罪を晴らす秘策!?           | いずみ吉絋 | 棚澤孝義   | 7.2%   |
| 第4話                                                                       | 5月06日 | 3年前の犯人現る! カギは窃盗団…命懸け潜入捜査の先には!?               | 槌谷健     | 棚澤孝義   | 6.4%   |
| 第5話                                                                       | 5月13日 | インビジブル逃走! 3年越しの真相判明… 命懸けの取引の結末              | いずみ吉絋 | 竹村謙太郎 | 5.9%   |
| 第6話                                                                       | 5月20日 | 新章開幕! 志村に命の危機! 真のインビジブルから悪魔の取引             | 香坂隆史   | 泉正英     | 6.0%   |
| 第7話                                                                       | 5月27日 | 裏切り者発覚! 全て嘘… 最凶の刺客が引起こす最悪な結末!                | 槌谷健     | 棚澤孝義   | 5.7%   |
| 第8話                                                                       | 6月03日 | ターゲットは大切な彼女と志村! 救えるのはひとり… 命の選択             | 香坂隆史   | 竹村謙太郎 | 4.8%   |
| 第9話                                                                       | 6月10日 | 内通者の正体判明!全てが繋がる... 黒幕の真の狙いとは一体!?            | 槌谷健     | 棚澤孝義   | 5.5%   |
| 最終話                                                                      | 6月17日 | 最後の敵が仕掛ける最大の罠… 警察に追われた二人の逆襲は!?             | いずみ吉絋 | 竹村謙太郎 | 6.6%   |
| 平均視聴率 6.5%（視聴率はビデオリサーチ調べ、関東地区・世帯・リアルタイム） |         |                                                                      |            |            |        |

- 関東地区では22時 - 23時（22時54分枠は実質的には「番組ナビ」）。
- 初回は22時 - 23時09分の15分拡大放送（関東地区は23時15分まで）。なお『最愛』以来続いた「関東地区のみ6分拡大」はこれが最後。
- 第2話は22時 - 23時の6分拡大放送。

## 漫画
本作のスピンオフ漫画『サムライアリ インビジブル ZERO』が「マンガボックス」（マンガボックス）にて、2022年6月4日より連載されている。漫画は水元あきつぐが担当。ドラマの前日譚がオリジナルの展開で描かれている作品。